# Giuseppina Vannini
Giuseppina Vannini (Roma, 7 luglio 1859 – Roma, 23 febbraio 1911) è stata una religiosa italiana, cofondatrice (insieme a padre Luigi Tezza) della congregazione delle Figlie di San Camillo. Beatificata nel 1994, è stata proclamata santa da papa Francesco nel 2019.

## Biografia
Giuseppina Vannini nacque nel 1859 a Roma da Angelo e Annunziata Papi e le fu dato il nome di Giuditta. Rimasta orfana dei genitori all'età di sette anni, venne separata dai due fratelli, Giulia e Augusto, e affidata alle suore dell'ordine delle Figlie della Carità nel Conservatorio Torlonia in Roma.
Poco dopo aver ottenuto il diploma di maestra d'asilo, chiese di entrare nel noviziato delle Figlie della Carità a Siena, ma, al termine del periodo di prova, venne giudicata inadatta anche a causa di problemi di salute. Giuditta tuttavia sentiva di essere chiamata alla vita religiosa e finalmente, all'età di 32 anni, dopo un colloquio con il padre camilliano Luigi Tezza, ebbe l'occasione di realizzare il suo proposito.
Padre Tezza, che in qualità di Procuratore generale, era stato incaricato di ripristinare le Terziarie Camilliane, le propose di realizzare il progetto. Giuditta, dopo una breve riflessione, accettò l'incarico e il 2 febbraio 1892, dopo aver ottenuto l'autorizzazione del Cardinale vicario di Roma, nacque la nuova famiglia camilliana.
Il 19 marzo successivo Giuditta vestì l'abito religioso, caratterizzato da una croce rossa, e prese il nome di suor Giuseppina, divenendo anche superiora dell'istituto religioso che ha tra le sue peculiarità l'assistenza delle persone malate.
In quell'anno il numero delle sorelle crebbe fino a quattordici unità, l'anno successivo fu fondata una nuova casa a Cremona e poi a Mesagne. Nonostante ciò l'autorizzazione ecclesiastica definitiva per il nuovo ordine tardò ad arrivare, sia perché papa Leone XIII aveva deciso di non permettere l'apertura di nuovi ordini a Roma, sia per alcune ingiuste calunnie su padre Tezza, che venne fatto allontanare da Roma dal cardinale vicario.
Madre Vannini rimase quindi sola a gestire il nascente ordine religioso, che nel frattempo si accrebbe con nuove case in Italia e in Argentina. Nonostante la salute malferma madre Vannini non venne mai meno ai suoi impegni e finalmente, il 21 giugno 1909, ottenne il Decreto di erezione dell'istituto in Congregazione religiosa sotto il titolo di Figlie di San Camillo.
Nel 1910 si ammalò di cuore e fu costretta a trascorrere a letto i suoi ultimi giorni. Morì a Roma il 23 febbraio 1911.

## Culto
La causa di beatificazione viene avviata l'8 giugno 1955. Il 7 marzo 1992 madre Giuseppina Vannini viene dichiarata Venerabile. Il miracolo per la beatificazione riguarda l'argentina Olga Nuñez, affetta da un melanoma che aveva intaccato il cervello, lasciandola paralizzata. Le religiose dell'ospedale dove è ricoverata, appartenenti alla sua congregazione, posano su di lei una reliquia di madre Giuseppina e iniziano una novena per chiederne l'intercessione. L'ammalata comincia a migliorare fino a raggiungere la completa guarigione, giudicata in seguito scientificamente inspiegabile. Il 23 dicembre 1993 papa Giovanni Paolo II autorizza il decreto con cui la guarigione di Olga Nuñez viene dichiarata miracolosa e ottenuta per intercessione della venerabile madre Giuseppina, che viene beatificata il 16 ottobre 1994 a Roma, in piazza San Pietro.
Il miracolo esaminato per la canonizzazione avviene a Sinop, in Brasile, il 19 agosto 2007: un operaio, Arno Celson Klauck, mentre lavora al vano di un ascensore cade da un'altezza di dieci metri, invocando durante la caduta madre Giuseppina: soccorso, viene trovato illeso. La Consulta medica riconosce l'inspiegabilità tecnica del caso, mentre il 13 maggio 2019 papa Francesco autorizza il decreto che riconosce l'intercessione della beata, che viene canonizzata il 13 ottobre 2019 in piazza San Pietro a Roma. La memoria liturgica è il 23 febbraio.
Giuseppina Vannini è la prima santa romana a occuparsi di santità. 
La postulatrice della causa di beatificazione è suor Maria Bernadette Rossoni.